# 圣母湖 (佛罗里达州)
圣母湖（英語：Lady Lake），是美国佛罗里达州萊克縣下属的一座城镇。建立于1883年。面积约为17.4平方公里（约合6.7平方英里）。根据2010年美国人口普查，该市有人口13,926人。论人口在本州排行第128。